# Angriff auf Fort Sumter
Der Angriff auf Fort Sumter vom 12. bis 13. April 1861 gilt als Beginn des vier Jahre andauernden Sezessionskrieges zwischen den Unionsstaaten des Nordens und den Konföderierten Staaten von Amerika. Dem Angriff war eine viermonatige Belagerung vorausgegangen, in deren Verlauf bereits sieben von später insgesamt elf sklavenhaltenden Staaten des Südens aus der Union ausgetreten waren.
Nach der Wahl Abraham Lincolns zum Präsidenten am 6. November 1860 erklärte South Carolina, auf dessen Staatsgebiet sich das in der Bucht von Charleston gelegene Fort Sumter befand, seine Unabhängigkeit. Nachdem ein am 9. Januar noch unter der Regierung von James Buchanan gestarteter Versuch, die nur etwa 80 Mann starke Garnison des Forts zu verstärken, gescheitert war, erteilte der Präsident der Konföderierten Jefferson Davis dem Brigadegeneral Pierre G.T. Beauregard das Kommando über eine etwa 6.000 Mann starke Miliz. Sie sollte das Fort belagern und jeden weiteren Versuch des Nordens, es zu verstärken, verhindern.
Als Lincoln nach seinem Amtsantritt am 4. März von der Situation in Fort Sumter unterrichtet wurde, verfügte die Garnison nur noch über Proviant für wenige Wochen. Am 6. April entschied er sich dafür, den Gouverneur South Carolinas, Francis Wilkinson Pickens, davon in Kenntnis zu setzen, dass seine Regierung einen Versuch unternehmen würde, die Garnison des Forts mit Proviant zu versorgen. Das Versorgungsschiff sollte von Kriegsschiffen begleitet werden, die jedoch nur dann eingreifen sollten, falls die Konföderierten das Feuer eröffnen würden. Daraufhin erteilte Jefferson Davis den Befehl an Beauregard, das Fort vor der Ankunft der Versorgungsflotte einzunehmen. Dieser eröffnete am Morgen des 12. April um 4:30 Uhr das Feuer. Die Garnison unter dem Kommando von Major Robert Anderson ergab sich schließlich am Nachmittag des 13. April.
Die Ereignisse bei Fort Sumter entfachten im Norden wie im Süden gleichermaßen eine breite Unterstützung für weitere militärische Schritte. Lincoln ordnete am 15. April die Mobilmachung von 75.000 Soldaten für die Dauer von 90 Tagen an. Dieser Schritt veranlasste vier weitere Staaten des Südens, sich den Konföderierten anzuschließen.

## Vorgeschichte

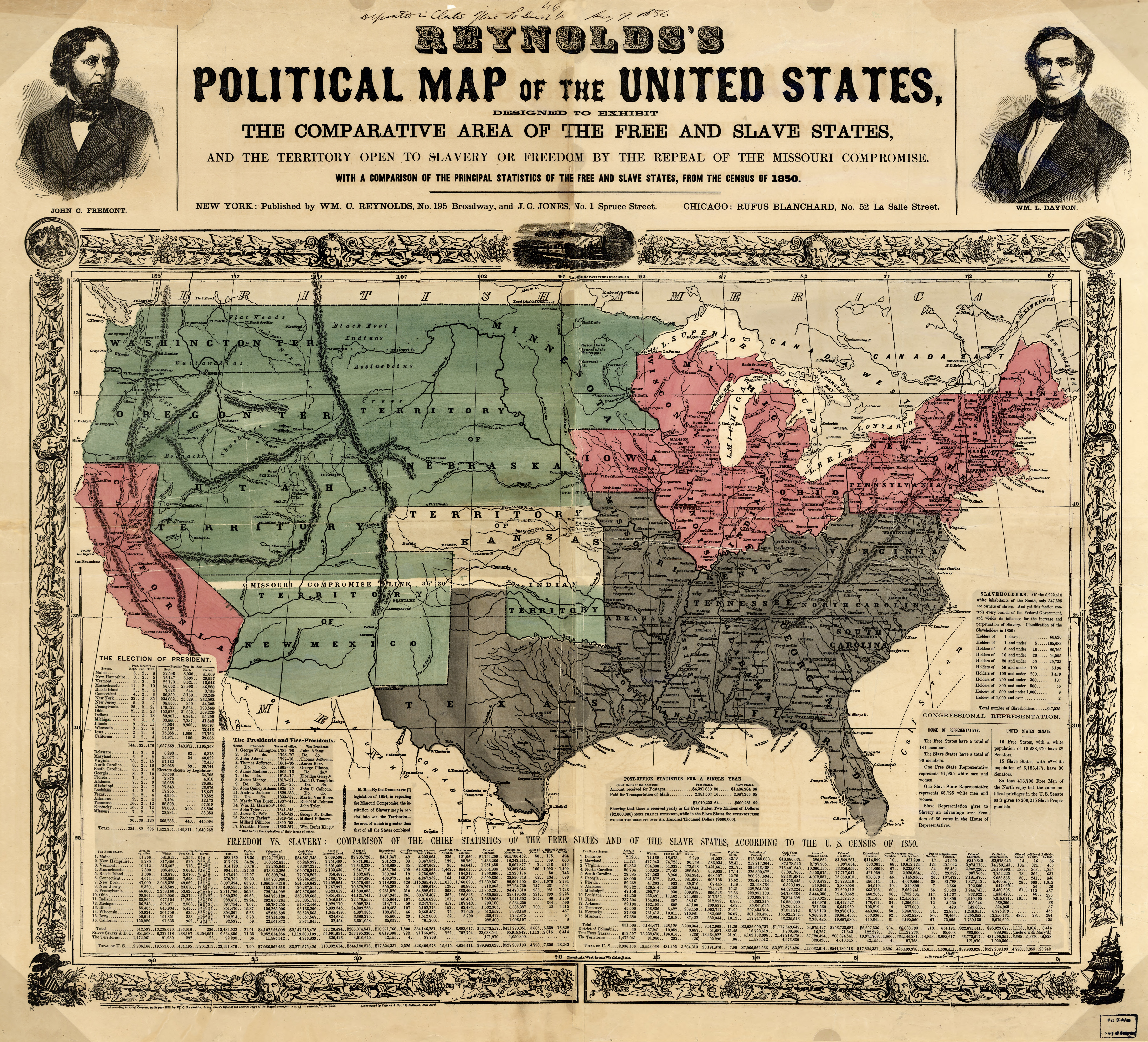
Karte der Vereinigten Staaten von 1856 mit Staaten mit Sklavenhaltung (grau), Staaten ohne Sklavenhaltung (rot), Territorien (grün) und dem Kansas-Territorium (weiß)

### Die Wahl von 1860 und die Sezession des Südens
In den Vorjahren des Krieges war es bereits wiederholt zu Spannungen zwischen den „freien“ Staaten nördlich der Mason-Dixon-Linie und den sklavenhaltenden Staaten des Südens gekommen, die sich vor allem an der Sklavereifrage entzündeten. Durch den Missouri-Kompromiss von 1820 war die Fortführung der Linie westwärts entlang des 36. Breitengrades beschlossen worden. Die Sklaverei sollte in allen zukünftigen Staaten nördlich dieser Demarkationslinie verboten werden, während sie südlich weiterhin erlaubt sein würde. Die Balance zwischen Nord- und Südstaaten sollte dadurch gewahrt werden.
Dieser Kompromiss wurde jedoch durch den Kansas-Nebraska Act, der Anfang 1854 durch den Demokraten Stephen A. Douglas in den Senat eingebracht und am 30. Mai von Präsident Franklin Pierce unterzeichnet wurde, aufgehoben. Das Gesetz sah die Aufnahme der Territorien Kansas und Nebraska, die beide oberhalb der Demarkationslinie lagen, in die Vereinigten Staaten vor, überließ die Frage nach der Einführung der Sklaverei jedoch den Bewohnern der Territorien. Im Kansas-Territorium kam es daraufhin zu bürgerkriegsähnlichen Auseinandersetzungen zwischen Befürwortern und Gegnern der Sklaverei („Bleeding Kansas“), die erst am 29. Januar 1861, mit dem Beitritt Kansas’ zur Union als „freier“ Staat, endeten. Zu diesem Zeitpunkt waren bereits mehrere Südstaaten aus der Union ausgetreten.
Im Streit um den Kansas-Nebraska Act formte sich aus Gegnern der Sklaverei am 28. Februar 1854 die Republikanische Partei, die in den Folgejahren an Popularität gewann, während sich die Fronten zwischen den Nord- und Südstaaten zunehmend verhärteten. Die Sklaverei wurde während der Präsidentschaftswahlen von 1860 zum dominierenden Thema des Wahlkampfs, aus dem letztendlich Abraham Lincoln als Sieger hervorging. Er setzte sich zunächst innerhalb der Partei gegen die radikaleren Sklavereigegner durch und gewann die Wahl am 6. November gegen John C. Breckinridge von den Süd-Demokraten und Stephen A. Douglas von den Nord-Demokraten. Im Süden erlangte Lincoln kaum Stimmen, da er auf vielen der dortigen Wahllisten gar nicht aufschien.
Lincoln war ein gemäßigter Gegner der Sklaverei, von ihm erhoffte sich die Bevölkerung des Nordens eine Entspannung der Beziehungen zwischen Nord und Süd, was die sich anbahnende Sezession des Südens verhindern sollte. Dennoch erklärte South Carolina am 20. Dezember als erster von insgesamt elf Südstaaten seinen Austritt aus der Union, nachdem die Delegierten eines Sonderkonvents mit 169 zu 0 dafür gestimmt hatten. Wie von den Verantwortlichen erhofft löste die Sezession eine Kettenreaktion aus. Zwischen dem 9. Januar und 1. Februar 1861 folgten Mississippi, Florida, Alabama, Georgia, Louisiana und Texas dem Beispiel South Carolinas und bildeten zusammen die Konföderierten Staaten von Amerika. Die Staaten des oberen Südens verblieben zunächst in der Union.

### Die Belagerung

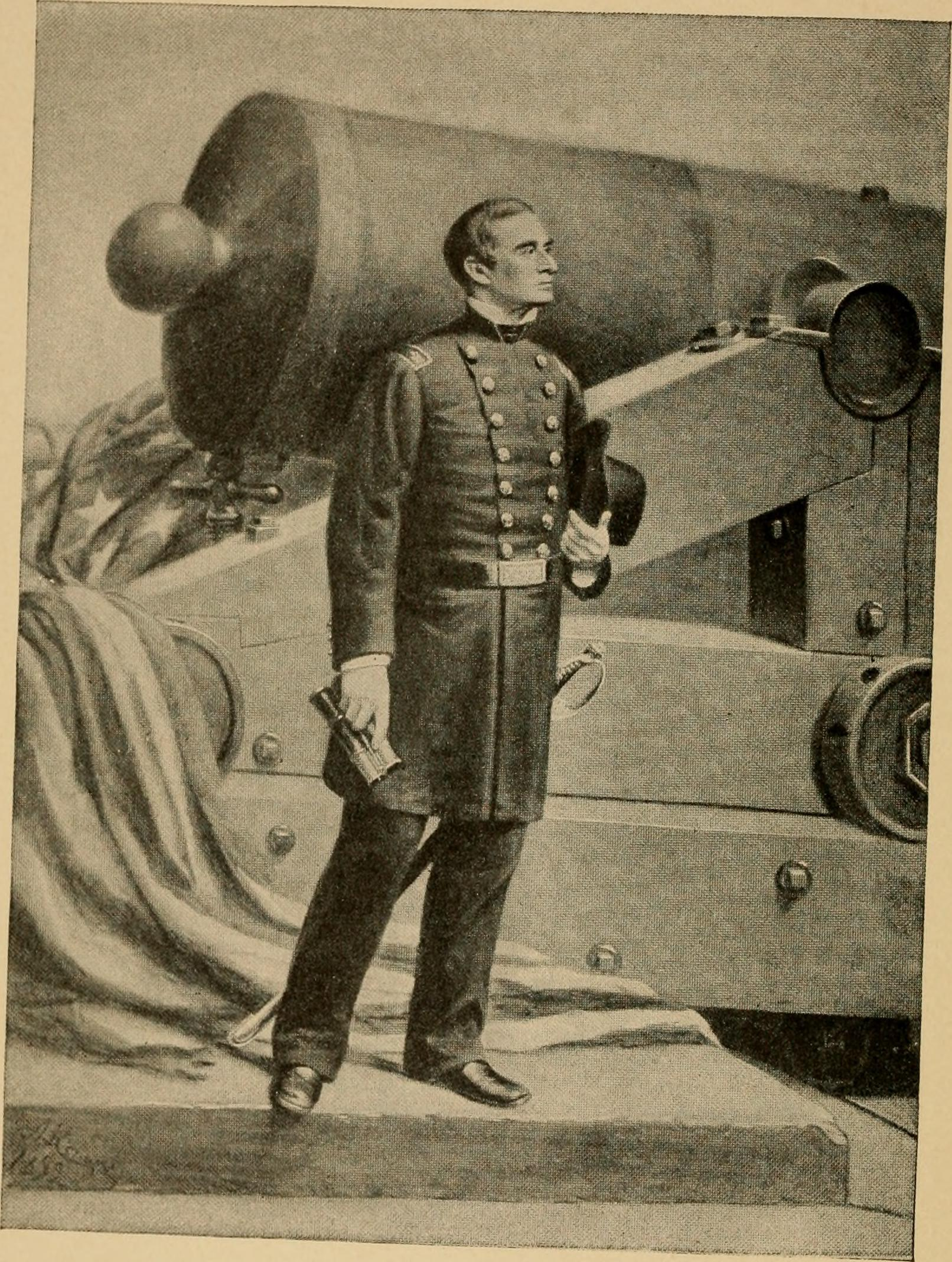
Major Robert Anderson, Befehlshaber der Garnison, Stahlstich von 1911

Einer der ersten Schritte der Konföderierten war die Beschlagnahmung von Eigentum des Bundes, darunter Zollämter, Waffenarsenale und Forts. Fort Sumter in der Bucht von Charleston blieb zunächst als einer der wenigen Standorte auf dem Gebiet der Konföderation unter der Kontrolle des Nordens. Die üblicherweise etwa 80 Mann starke Garnison befand sich zum Zeitpunkt von South Carolinas Sezession allerdings größtenteils im eine Meile entfernten, wesentlich verwundbareren Fort Moultrie. Kommandant der Garnison war Major Robert Anderson, der eigentlich mit dem Anliegen des Südens sympathisierte und früher selbst Sklavenhalter gewesen war. Anderson hatte jedoch den Streitkräften der Vereinigten Staaten 35 Jahre gedient, einen Treueschwur geleistet und wollte einen Bürgerkrieg um jeden Preis vermeiden.
Präsident James Buchanan blieb bis zur Amtseinführung Lincolns im Amt und verhandelte bereits seit dem 10. Dezember mit den Kongressabgeordneten South Carolinas über das weitere Schicksal des Forts. Er sicherte zu, Andersons Bitte nach Verstärkung nicht nachzukommen. Im Gegenzug verpflichtete sich South Carolina dazu, Sumter nicht anzugreifen, solange die Verhandlungen um eine eventuelle Übergabe des Forts andauerten. Anderson interpretierte das Zögern Buchanans und widersprüchliche Befehle des Kriegsministeriums jedoch fälschlicherweise als Ermächtigung, alle Maßnahmen zu ergreifen, um Fort Sumter zu halten. In der Nacht vom 26. Dezember quartierte er die Garnison zunächst unbemerkt von den Konföderierten dorthin um. Am Tag darauf wurde Anderson in den Zeitungen des Nordens als Nationalheld gefeiert, während im Süden sein Vorgehen als schwerer Vertrauensbruch beklagt wurde. Buchanan sah sich nun dem Druck des neu gewählten Präsidenten der Konföderation, Jefferson Davis, und der Abgeordneten South Carolinas ausgesetzt. Er war kurz davor Anderson abzuberufen, erkannte jedoch, dass er und seine Partei damit jede Glaubwürdigkeit verlieren und die Bevölkerung des Nordens, die geschlossen hinter den Maßnahmen Anderson’s stand, damit gegen sich aufbringen würde.
Nach der Sezession South Carolinas legten auch zwei aus dem Süden stammende Mitglieder von Buchanans Kabinett ihre Ämter nieder, die daraufhin mit Nordstaatlern neu besetzt wurden. Joseph Holt wurde neuer Kriegsminister während Edwin M. Stanton das Amt des Generalbundesanwalts bekleidete. Beide waren dem Süden feindlich gesinnt und bewegten Buchanan durch ihre Haltung dazu, Anderson mehr Unterstützung zukommen zu lassen. Am 9. Januar sollte ein unbewaffnetes Handelsschiff, die Star of the West, mit einer Besatzung von 200 Mann die Garnison in Fort Sumter verstärken. Die Pläne gelangten jedoch bereits vor ihrer Verwirklichung an die Öffentlichkeit, sodass die Star of the West bei Einlaufen in die Bucht von Charleston sofort unter Artilleriebeschuss geriet. Anderson, der keinerlei Befehle erhalten hatte, beobachtete das Geschehen und beschloss, nicht zurückzufeuern, während der Kapitän des Schiffes abdrehte und wieder umkehrte.
Die politischen Spannungen zwischen Nord und Süd nahmen indessen immer weiter zu, dennoch wollte keine Seite die erste sein, die einen Krieg entfesselt. Die beiden Kontrahenten einigten sich daher schnell auf eine Waffenruhe. Die Regierung von South Carolina stimmte zu, Fort Sumter nicht anzugreifen, solange der Norden keine weiteren Versuche unternahm die Garnison zu verstärken. Jefferson Davis erteilte Brigadier General Pierre G.T. Beauregard am 3. März das Kommando über eine mehrere tausend Mann starke Freiwilligenmiliz, die vorsorglich den Hafen von Charleston umstellte und alle dortigen Artilleriestellungen besetzte.
Abraham Lincoln legte schließlich am 4. März in Washington seinen Amtseid ab und wurde am Tag darauf über die prekäre Lage der Garnison in Fort Sumter informiert, die nur noch über Proviant für wenige Wochen verfügte. Lincoln hatte in seiner Rede zum Amtsantritt versprochen, die Besitztümer des Bundes auf dem Gebiet der Konföderierten besetzt zu halten, die angespannte Situation jedoch keinesfalls durch kriegerische Handlungen weiter zu eskalieren. Das Fort mit allen militärischen Mitteln zu halten würde ihn als Kriegstreiber dastehen lassen, die abtrünnigen Südstaaten veranlassen, sich noch fester zusammenschließen und möglicherweise auch diejenigen Sklavenhalterstaaten des oberen Südens, die sich bislang der Konföderation noch nicht angeschlossen hatten, ebenfalls dazu bewegen, sich von der Union abzuwenden. Eine Übergabe des Forts käme jedoch wiederum einer diplomatischen Anerkennung der Konföderation als unabhängige Nation gleich, die vom Süden auch als klares Zeichen für das Ausland angestrebt wurde. Zusätzlich dazu würde die Glaubwürdigkeit Lincolns und seiner republikanischen Partei darunter massiv leiden.
Während Lincoln zögerte, nahm William H. Seward, von Lincoln als Außenminister ins Kabinett berufen, ohne dessen Wissen Kontakt mit den Abgesandten der Konföderation auf und teilte ihnen mit, dass Fort Sumter kapitulieren würde. Auch der Presse ließ er diese Information zukommen. Kaum eine Woche nach Lincolns Amtsantritt verkündeten die Zeitungen des Nordens, dass die Unionssoldaten aus Fort Sumter abgezogen würden. Als deswegen der Protest in der breiten Bevölkerung immer lauter wurde, stand Lincoln zunehmend unter Zugzwang. Obwohl ihm der Großteil seines Kabinetts riet, das Fort kampflos an South Carolina zu übergeben, bereitete Lincoln insgeheim eine Seeoperation zur Verstärkung der Besatzung vor.
Am 6. April 1861 entsandte der Präsident einen Kurier nach Charleston, der Gouverneur Francis Wilkinson Pickens davon in Kenntnis setzte, dass seine Regierung beabsichtigte, Fort Sumter mit Proviant zu versorgen. Der Plan sah vor, ein Versorgungsschiff zum Fort zu schicken und sie von Kriegsschiffen eskortieren zu lassen, sie sollten jedoch nur eingreifen, wenn die Versorgungsschiffe beschossen würden. Sollten die Konföderierten tatsächlich das Feuer auf ein unbewaffnetes Schiff eröffnen, fiele die Verantwortung den Krieg begonnen zu haben, auf sie, was die Staaten des oberen Südens möglicherweise in die Arme des Nordens treiben würde. Das Versorgungsschiff ungehindert passieren zu lassen, hätte jedoch einen wichtigen symbolischen Sieg für die Lincoln-Administration bedeutet. Präsident Jefferson Davis war daher der Meinung, dass der Süden seinen unbedingten Willen zur Unabhängigkeit beweisen müsse, um auch die Staaten des oberen Südens für sich zu gewinnen. Am 9. April erteilte er Beauregard den Befehl, das Fort einzunehmen, bevor die Flotte des Nordens eintreffen würde.

## Der Angriff

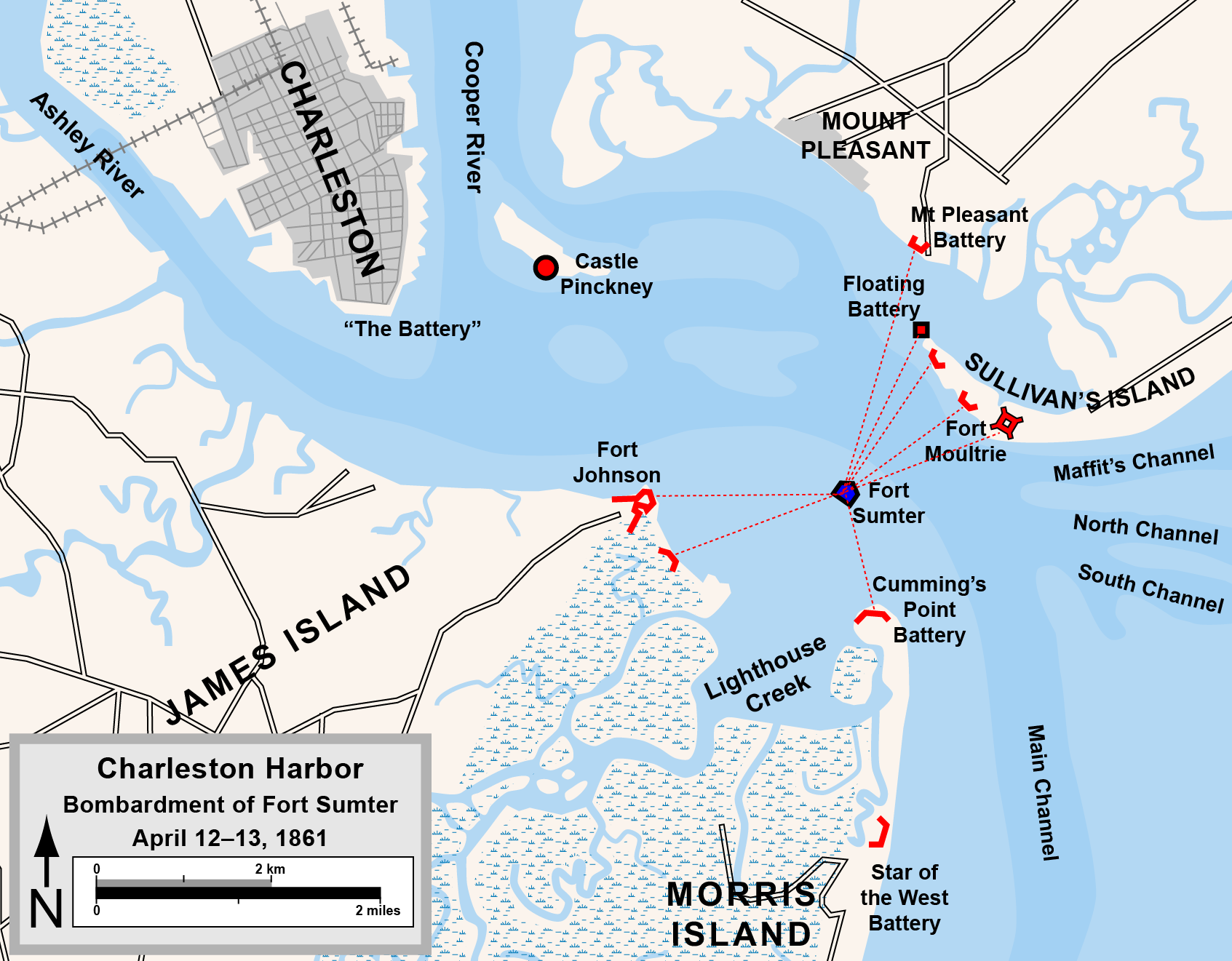
Die Lage Fort Sumters und der es umgebenden Stellungen in der Bucht von Charleston

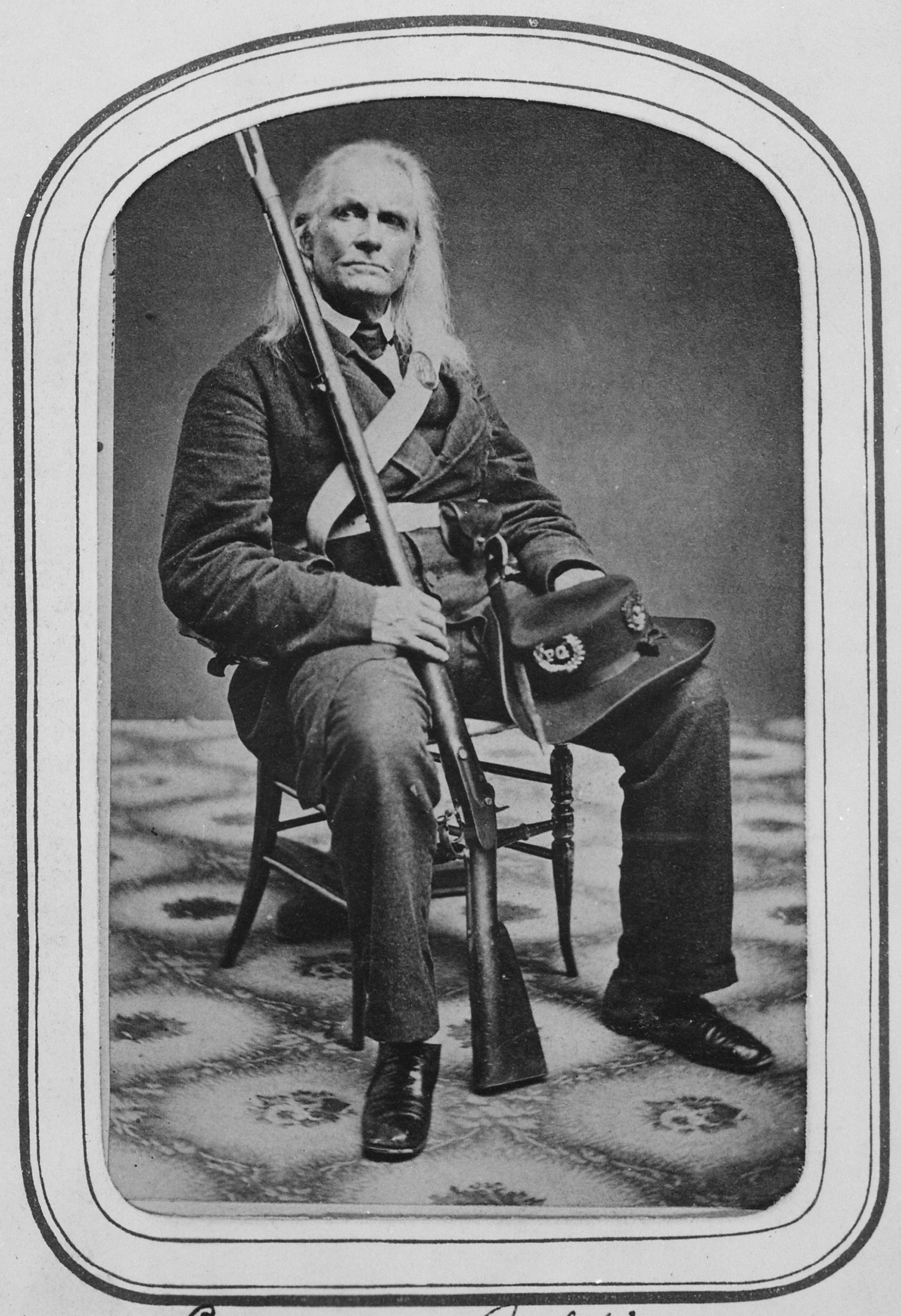
Der aus Virginia stammende Pflanzer Edmund Ruffin (1794–1865) in der Uniform der „Palmetto Guards“, um 1861. Ruffin war fanatischer Befürworter der Sezession, er feuerte einen der ersten Kanonenschüsse auf das Fort ab. Als 1865 die Niederlage des Südens besiegelt war, hüllte er sich in eine konföderierte Flagge und erschoss sich.

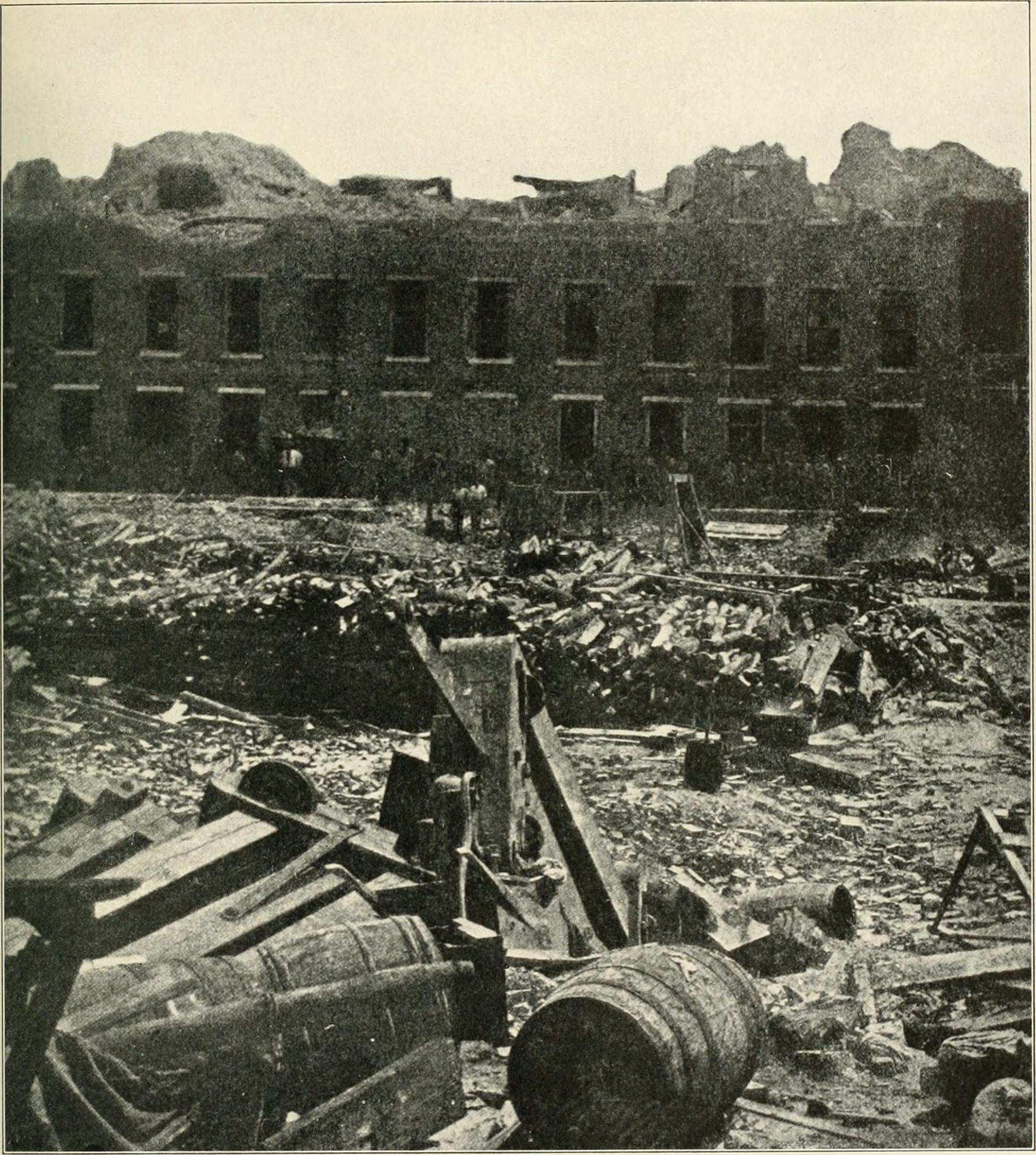
Aufnahme des verwüsteten Innenhofes, um 1864

### Ausgangslage
Fort Sumter war auf einer künstlich aufgeschütteten Insel etwa sechs Kilometer außerhalb des Hafens von Charleston errichtet, mit über zwölf Meter hohen und zweieinhalb bis dreieinhalb Meter dicken Backsteinmauern befestigt und mit 146 Geschützen bestückt worden. Das Fort war eigentlich für eine Besatzung von bis zu 650 Mann ausgelegt, zum Zeitpunkt der Belagerung lag dort jedoch nur eine Garnison von etwa 80 Unionssoldaten unter dem Kommando von Major Robert Anderson und seinem Stellvertreter Captain Abner Doubleday. Nach über vier Monaten der Belagerung neigten sich zudem langsam auch ihre Vorräte dem Ende zu.
Belagert wurde Fort Sumter von den 6.000 Milizionären unter General Beauregard, von denen 500 aktiv an der Kanonade teilnahmen. Sie hatten vor allem an den Artilleriestellungen rund um den Hafen ihre Stellungen bezogen. Am 10. April forderte Beauregard die Besatzung des Forts zur Kapitulation auf, die jedoch von Anderson abgelehnt wurde.

### Bombardement
Nach dem Scheitern der Kapitulationsverhandlungen ließ Beauregard am 12. April das Feuer auf das Fort eröffnen. Lieutenant Henry S. Farley, der eine Batterie von zwei 10-Zoll-Belagerungsmörsern auf James Island befehligte, feuerte den ersten Schuss um 04:30 Uhr morgens ab. Die Verstärkungsflotte der Union war zwar bereits in der Bucht eingetroffen, konnte jedoch aufgrund eines Sturms, der sie weit zerstreut hatte, nicht in das Geschehen eingreifen. Die schwache Garnison war nicht in der Lage, alle Geschütze des Forts zu bemannen, um das Feuer der Konföderierten effektiv erwidern zu können. Anderson erklärte sich schließlich nach einem 33 Stunden andauernden Bombardement durch 4000 Granaten und Kanonenkugeln, die schon große Teile des Forts zerstört hatten, zur Kapitulation bereit. Während des Angriffs gab es bemerkenswerterweise keine Verluste an Menschenleben, am 14. April explodierte jedoch während eines Salutschießens eine der Kanonen. Durch die Explosion starben zwei Unionssoldaten und zwei weitere wurden verletzt.

## Auswirkungen

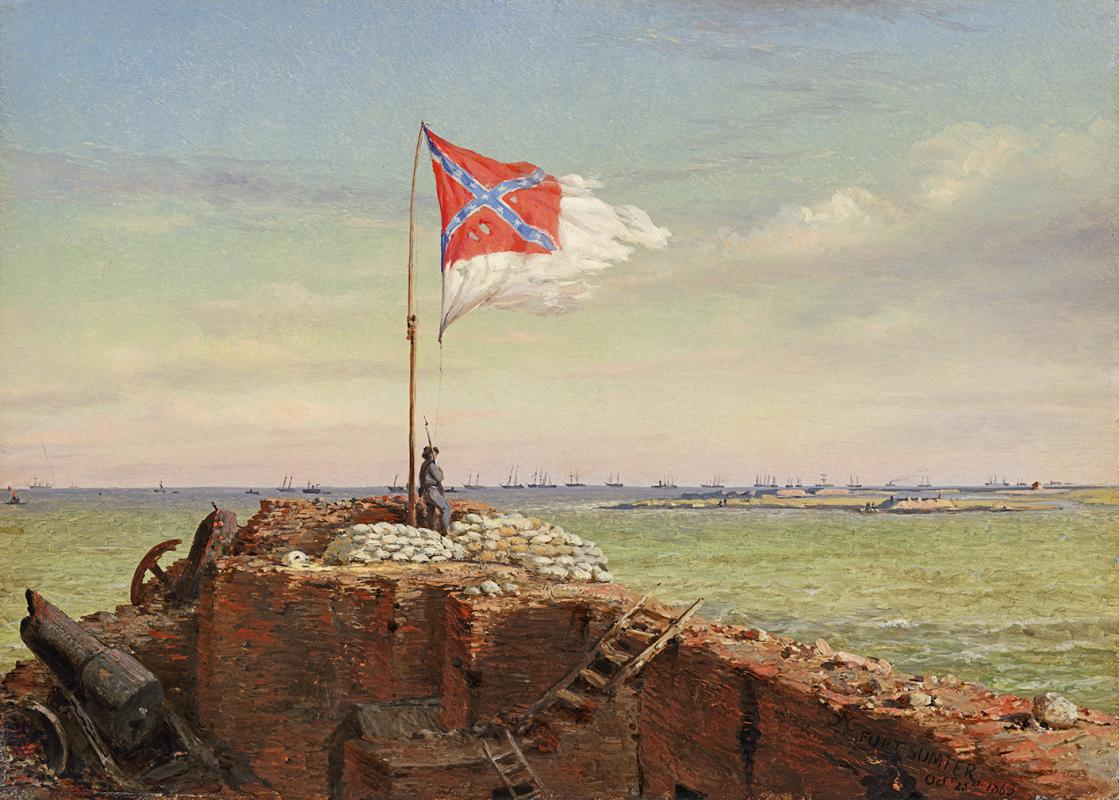
Die konföderierte Flagge über Sumter, Ölgemälde von Conrad Wise Chapman, 1863

### Der Norden
Als unmittelbare Reaktion auf die Niederlage bei Fort Sumter ordnete Lincoln die Mobilmachung von 75.000 Milizsoldaten für die nächsten 90 Tage an. Die Bevölkerung des Nordens versammelte sich daraufhin zu spontanen Kundgebungen, in mehreren Städten gingen Hunderttausende auf die Straße und forderten den Angriff auf die Konföderation. Allein in New York City, dessen Bevölkerung zuvor als mit dem Süden sympathisierend galt, versammelten sich schätzungsweise 250.000 Menschen.
Die Unterstützung für eine militärische Antwort wurde parteiübergreifend geteilt. Stephen A. Douglas hielt in seiner Heimatstadt Chicago eine vielbeachtete Rede, in der er erklärte, dass es in diesem Krieg keine Parteilosen geben könne, „nur Patrioten – oder Verräter“. Leitartikel in den Zeitungen heizten die Stimmung weiter auf. „Unsere Feinde sollen durch das Schwert sterben!“ schrieb etwa der Madison Wisconsin Daily Patriot am 24. April und gab damit die Stimmung im Volk akkurat wieder.
Der Aufruf zur Mobilmachung wurde allgemein mit großer Begeisterung aufgenommen. Der Gouverneur von Indiana bot Lincoln zwölf Regimenter an, obwohl dieser nur sechs erbeten hatte. Aus Ohio sollten 13 Regimenter folgen, die Freiwilligen reichten jedoch für 20 Regimenter aus. Massachusetts stellte in der ersten Woche vier Regimenter zur Verfügung. Die Ereignisse in Fort Sumter hatten in der Bevölkerung einen Stimmungswechsel herbeigeführt. Die Menschen sahen den Krieg gegen den Süden nun als unvermeidbar an.

### Der obere Süden und die Grenzstaaten
Die Sklaverei war in den Grenzstaaten Missouri, Kentucky, Virginia, Maryland und Delaware ebenso wie in den Staaten des oberen Südens Arkansas, Tennessee und North Carolina nicht so fest verankert wie in den weiter südlich gelegenen Staaten, die bereits vor der Einnahme Fort Sumters aus der Union ausgetreten waren. Beide Seiten erhofften durch ihr Vorgehen die Sympathien dieser Staaten zu gewinnen.
Die Gouverneure der einzelnen Staaten reagierten ablehnend auf Lincolns Mobilmachungsanordnung. Beriah Magoffin, Gouverneur Kentuckys, telegraphierte nach Washington die Nachricht, sein Staat werde „für den niederträchtigen Zweck, seine südlichen Bruderstaaten zu unterjochen, keine Truppen bereitstellen.“ Ähnliche Antworten, die wiederholt auf die „Brüder aus dem Süden“ verwiesen, erhielt Lincoln aus Tennessee, Missouri, Virginia, North Carolina und Arkansas. Die Antworten aus Maryland und Delaware blieben aus.
Die Unionisten des oberen Südens empfanden Lincolns Anordnung als einen Rückschlag. John Bell, der 1860 Präsidentschaftskandidat der Constitutional Union Party gewesen war, verkündete am 23. April, dem Süden sei durch Lincolns Mobilmachung der Krieg aufgezwungen worden. Er kündigte an, dem „geeinten Süden“ Beistand zu leisten. Schon vor der Mobilmachung hatte es in mehreren Städten des oberen Südens Aufmärsche der Sezessionisten gegeben, als die Nachricht vom Angriff auf Fort Sumter auch die dortige Bevölkerung erreichte.
In Virginia löste die Nachricht von der Einnahme des Forts Begeisterungsstürme aus, vor dem Kapitol in Richmond wurden zu Ehren des Sieges 100 Salutschüsse abgegeben und die Menschen hissten über dem Gebäude die Flagge der Konföderierten. Das Parlament trat bald darauf zusammen und stimmte am 17. April mit 88 zu 55 Stimmen für einen Sezessionserlass. Bereits am 18. April brachten mehrere Milizkompanien die in Bundesbesitz befindliche Rüstungsfabrik Harpers Ferry unter ihre Kontrolle.
Arkansas hatte bereits im März einen Konvent abgehalten, der allerdings ergebnislos geblieben war. Gouverneur Henry Rector gestattete schon vor dem erneuten Zusammentreffen des Konvents konföderierten Truppen, am Flusslauf des Mississippi Stellung zu beziehen. Auf dem zweiten Konvent am 6. Mai wurde zunächst ein Antrag vorgebracht, den Sezessionserlass einem Referendum vorzulegen, der mit 55 zu 15 Stimmen abgelehnt wurde. Im Anschluss verabschiedete der Konvent den Sezessionserlass mit 65 zu 5 Stimmen.
In North Carolina hatte der Gouverneur vor einer Sitzung des Parlaments der Miliz die Einnahme dreier Forts des Bundes an der Küste befohlen. Das Parlament trat am 1. Mai zusammen und genehmigte die Wahl von Konventsteilnehmern für den 13. Mai, die schließlich am 20. des Monats zusammentraten und einstimmig für die Sezession stimmten. Der Gouverneur Tennessees gestattete im Mai Truppen der Konföderierten den Einmarsch in den Staat. Am 8. Juni wurde ein Sezessionserlass mit 104.913 zu 47.238 Stimmen durch ein Referendum verabschiedet. Tennessee trat damit als letzter von insgesamt elf Staaten aus der Union aus.